# 森田洋司
森田 洋司（もりた ようじ、1941年（昭和16年）8月7日 - 2019年（令和元年）12月31日）は、日本の社会学者、鳴門教育大学特任教授、大阪市立大学名誉教授。専門は社会学（教育社会学、犯罪社会学、社会病理学、生徒指導論）、特にいじめ問題。日本生徒指導学会会長、日本社会病理学会会長、日本被害者学会理事。

## 来歴
名古屋市生まれ。1966年大阪市立大学文学部社会学科卒、70年同大学院博士課程満期退学。1993年「「不登校」現象の社会学」で大阪市大文学博士。
愛知県立大学助教授を経て、1981年大阪市立大学助教授、1989年教授、2004年定年退官、名誉教授、大阪樟蔭女子大学人間科学部教授、2006-2010年学長。2010年学校法人樟蔭学園常任理事。2017年大阪樟蔭女子大学退任。
2019年死去。叙従四位、瑞宝中綬章追贈。

## 著書

### 単著
- 『「不登校」現象の社会学』学文社、1991年2月。ISBN 9784762003905。
  - 『「不登校」現象の社会学』（第2版）学文社、2005年9月。ISBN 9784762003905。
- 『いじめとは何か 教室の問題、社会の問題』中央公論新社〈中公新書 2066〉、2010年7月。ISBN 9784121020666。

### 編著
- 日経大阪PR企画出版部編集 編『落層 野宿に生きる』日経大阪PR、2001年10月。ISBN 9784532690069。
- 『不登校――その後 不登校経験者が語る心理と行動の軌跡』教育開発研究所〈教職研修総合特集〉、2003年5月。ISBN 9784873808468。

### 共著
- 森田洋司、清永賢二『いじめ 教室の病い』金子書房、1986年1月。ISBN 9784760821099。
  - 森田洋司、清永賢二『いじめ 教室の病い』（新訂版）金子書房、1994年7月。ISBN 9784760821099。

### 共編
- 森田洋司・滝充・秦政春・星野周弘・若井彌一編集 編『日本のいじめ 予防・対応に生かすデータ集』金子書房、1999年6月。ISBN 9784760830213。

### 共編著
- 森田洋司、松浦善満『教室からみた不登校 データが明かす実像と学校の活性化』東洋館出版社、1991年5月。ISBN 9784491008363。
- 高原正興、矢島正見、森田洋司、井出裕久『病める関係性 ミクロ社会の病理』学文社〈社会病理学講座 3〉、2004年2月。ISBN 9784762012716。
- 宝月誠、森田洋司『逸脱研究入門 逸脱研究の理論と技法』文化書房博文社〈社会学研究シリーズ ――理論と技法―― 15〉、2004年10月。ISBN 9784830108822。

### 監修
- 『いじめの国際比較研究 日本・イギリス・オランダ・ノルウェーの調査分析』金子書房、2001年10月。ISBN 9784760821334。
- 森田洋司・進藤雄三編 編『医療化のポリティクス 近代医療の地平を問う』学文社〈シリーズ社会問題研究の最前線 1〉、2006年9月。ISBN 9784762016028。
- 森田洋司・矢島正見・進藤雄三・神原文子編 編『新たなる排除にどう立ち向かうか ソーシャル・インクルージョンの可能性と課題』学文社〈シリーズ社会問題研究の最前線 2〉、2009年9月。ISBN 9784762016035。
- 松原市立松原第七中学校区教育実践研究会、西井克泰、新井肇、若槻健編著『子どもが先生が地域とともに元気になる人間関係学科の実践』図書文化社、2013年5月。ISBN 9784810036282。
- ピーター・K・スミス『学校におけるいじめ 国際的に見たその特徴と取組への戦略』森田洋司・山下一夫総監修、葛西真記子・金綱知征監訳、学事出版、2016年9月。ISBN 9784761922719。
- 徳久治彦編著『新しい時代の生徒指導を展望する』森田洋司・山下一夫監修、学事出版〈生徒指導研究のフロンティアシリーズ 1〉、2019年11月。ISBN 9784761925840。
- 阪根健二編著『生徒指導のリスクマネジメント』森田洋司・山下一夫監修、学事出版〈生徒指導研究のフロンティアシリーズ 2〉、2019年11月。ISBN 9784761926151。
- 佐古秀一編著『チーム学校時代の生徒指導』森田洋司・山下一夫監修、学事出版〈生徒指導研究のフロンティアシリーズ 3〉、2020年11月。ISBN 9784761926724。

### 監訳
- T.ハーシ『非行の原因 家庭・学校・社会へのつながりを求めて』森田洋司・清水新二監訳、文化書房博文社、1995年1月。ISBN 9784830107108。
  - T.ハーシ『非行の原因 家庭・学校・社会へのつながりを求めて』森田洋司・清水新二監訳（新装版）、文化書房博文社、2010年3月。ISBN 9784830111747。
- P.K.スミス、J.ユンガー＝タス、D.オルヴェウス、R.F.カタラーノ、P.T.スリー、大迫俊夫、漆田春雄、原田豊編集 編、川口仁志、金口恭久、久保田須磨、バーンズ亀山静子、矢部文 訳『世界のいじめ 各国の現状と取り組み』森田洋司総監修／監訳、金子書房、1998年11月。ISBN 9784760825776。

## 参考
- 『現代日本人名録』2002
- 森田洋司 プロフィール｜講演依頼・講師派遣のシステムブレーン